# 薩克森的瑪麗亞·克里斯蒂娜 (1770年—1851年)
薩克森的瑪麗亞·克里斯蒂娜（德語：Maria Christina von Sachsen，1770年12月7日—1851年11月24日），卡里尼亞諾親王妃，庫爾蘭公爵薩克森的卡爾的女兒。

## 家庭
1797年，瑪麗亞·克里斯蒂娜與卡里尼亞諾親王卡洛·埃馬努埃萊結婚，兩人共有1子1女：
1. 卡洛·阿尔贝托（1798年—1849年）
2. 瑪麗亞·埃莉莎貝塔（1800年—1856年）

卡洛·埃馬努埃萊於1800年去世。1810年，瑪麗亞·克里斯蒂娜與尤里烏斯·馬克西米利安·德·蒙特利爾（Julius Maximilian de Montléart）結婚，兩人共有1子4女：
1. 尤勒斯·莫里茲（1807年—1887年）
2. 路易絲·巴蒂爾德（1809年—1823年），早逝
3. 貝兒特·瑪麗亞（1811年—1831年），早逝
4. 弗蕾德里克·奧古斯塔（1814年—1885年）
5. 瑪格麗特·茱莉亞（1822年—1832年），夭折